# Lothar Düring

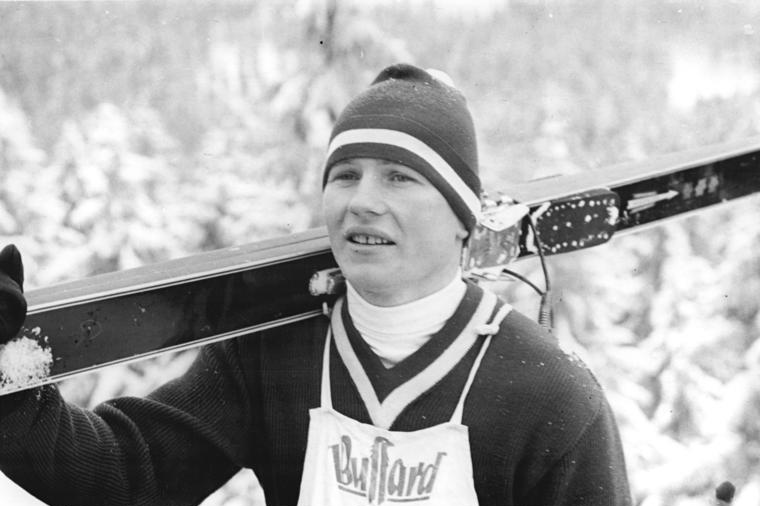
Lothar Düring

Lothar Düring (* 3. Juni 1940; † 4. Januar 2014) war ein Nordischer Kombinierer aus der Deutschen Demokratischen Republik.
Düring begann seine Karriere bei Dynamo Sohland und startete ab 1963 für Dynamo Johanngeorgenstadt. 1968 und 1970 gewann er die DDR-Meisterschaft in der Nordischen Kombination, 1964 und 1969 wurde er Vizemeister. Nach zehn Jahren als Kombinierer beendete er nach der Teilnahme an der Nordischen Skiweltmeisterschaft 1970 seine Karriere.

## Erfolge
- 1964: 2. Platz bei der DDR-Meisterschaft in der Nordischen Kombination hinter Roland Weißpflog
- 1968: DDR-Meister in der Nordischen Kombination
- 1969: 2. Platz bei der DDR-Meisterschaft in der Nordischen Kombination hinter Karl-Heinz Luck
- 1970: DDR-Meister in der Nordischen Kombination